# Hermann Schridde

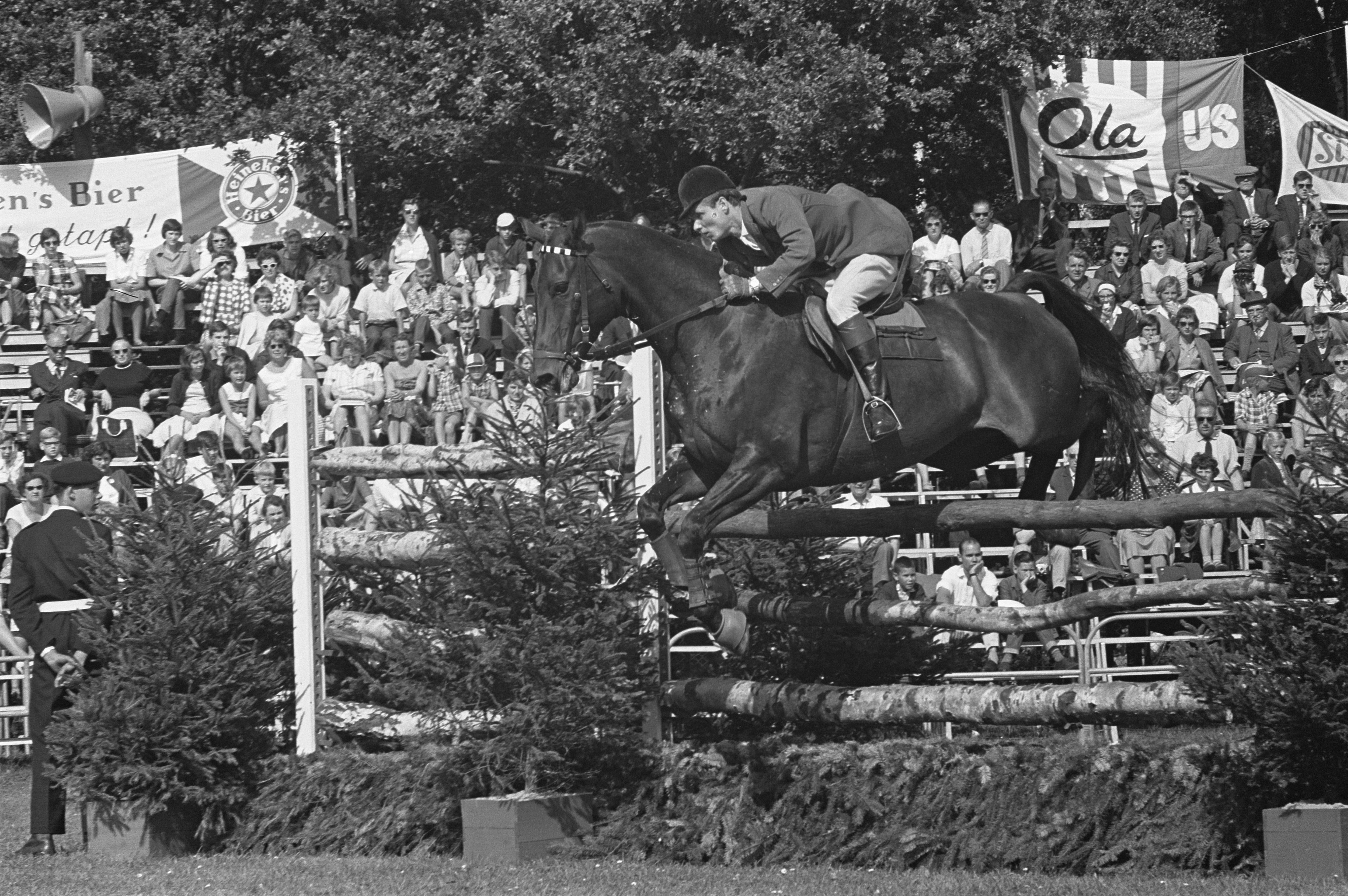
Herrmann Schridde auf Ilona bei der CHIO Rotterdam 1962

Hermann Schridde (* 3. Juli 1937 in Celle; † 18. Mai 1985 in Meißendorf bei Winsen/Aller) war ein deutscher Springreiter.

## Leben
Schridde, der auf einem Bauernhof in Meißendorf aufwuchs, begann als Kind mit dem Reiten. Ab dem 15. Lebensjahr durchlief er im Sauerland eine Turnierausbildung. 1960 und 1961 wurde er deutscher Meister im Springreiten.
Seine erfolgreichste Zeit als Reiter hatte er in den 1960er Jahren. Bei den Olympischen Spielen 1964 in Tokio wurde er mit der deutschen Mannschaft Olympiasieger im Springreiten und gewann die Silbermedaille im Einzel. Im selben Jahr siegte Schridde beim Deutsches Springderby in Hamburg. 1965 wurde er in Aachen Europameister auf Dozent. Bei den Olympischen Spielen 1968 in Mexiko-Stadt gewann er Bronze mit der Mannschaft.
Für seine sportlichen Leistungen wurde er am 11. Dezember 1964 mit dem Silbernen Lorbeerblatt ausgezeichnet.
Nach seiner Zeit als Reiter wurde er 1981 Bundestrainer für Springreiten. Dieses Amt hatte er bis zu seinem Tod inne. In seiner Amtszeit als Bundestrainer wurde Norbert Koof Welt- und Paul Schockemöhle Europameister.
Schridde kam am 18. Mai 1985 bei einem tragischen Unglück als Pilot in seiner Cessna 206 ums Leben, nachdem sich die Reißleine eines Fallschirms in seinem Höhenruder verfangen hatte. In der Maschine befand sich zum Absturzzeitpunkt neben ihm eine 27-jährige Frau, die bei dem Absturz auf dem Sprungplatz Meißendorf ebenfalls ums Leben kam. Die sich anfangs an Bord befindlichen vier Fallschirmspringer waren alle noch rechtzeitig aus der Maschine gesprungen.
Schridde hatte mit seiner schwedischen Ehefrau Gun zwei Töchter und einen Sohn.